# Augustyn Träger
Augustyn Träger (ur. 25 sierpnia 1896 w Kalnicy Dolnej, zm. 22 kwietnia 1957 w Bydgoszczy) – żołnierz armii austro-węgierskiej, podczas I wojny światowej w Legionach Polskich. W okresie międzywojennym oficer Oddziału II Sztabu Generalnego. W czasie okupacji niemieckiej również oficer wywiadu Armii Krajowej. Razem ze swoim synem, Romanem Trägerem, przyczynił się do zdobycia informacji na temat niemieckich rakiet V-1 i V-2, które były testowane na wyspie Uznam w ośrodku badawczym w Peenemünde. Uzyskane przez nich informacje pomogły w przeprowadzeniu nalotów na Peenemünde przez lotnictwo brytyjskie w 1943 r. w ramach operacji "Hydra".

## Wczesne lata i okres międzywojenny
Augustyn urodził się jako syn Josepha Trägera, pochodzącego z Austrii, i Heleny de domo Nowickiej. Wstąpił do Legionów Polskich. W II RP został agentem II Oddziału Sztabu Generalnego. Mieszkał w Bydgoszczy, gdzie pracował jako kupiec.

## II wojna światowa
Po niemieckiej napaści na Polskę w 1939 roku został wkrótce członkiem organizacji konspiracyjnej „Miecz i Pług”. Wykorzystując swoje austriackie pochodzenie przyjął obywatelstwo niemieckie, sprawując równocześnie funkcję szefa wywiadu organizacji „Miecz i Pług”.
W lipcu 1943 Träger, jako oficjalny przedstawiciel swojej organizacji, uczestniczył w spotkaniu z członkami innej konspiracyjnej formacji działającej na Pomorzu – „Gryfa Pomorskiego”. Porozumienie miało na celu stopniowe połączenie obu organizacji.

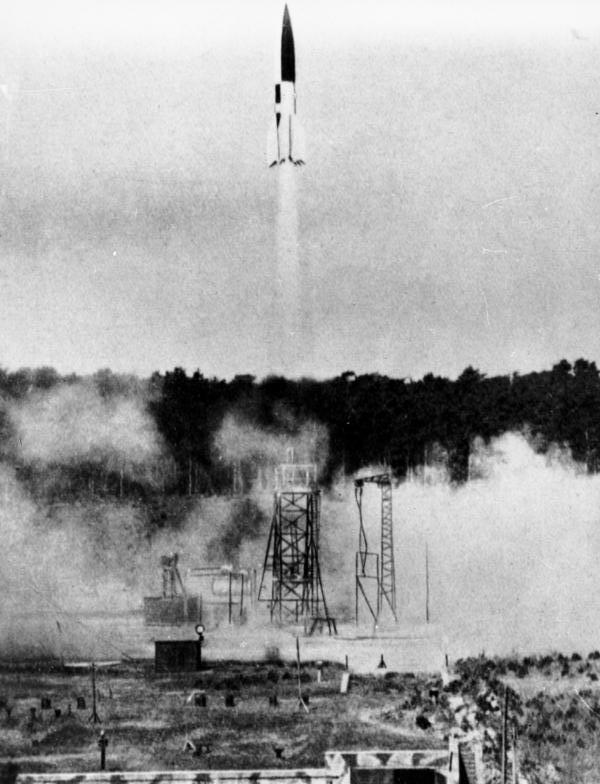
Start rakiety V-2 w bazie Peenemünde w 1943; w bazie stacjonował syn Augustyna Roman

W 1943 roku jego syn, Roman Träger, który w tym czasie jako żołnierz Wehrmachtu pełnił służbę na wyspie Uznam,(będąc jednocześnie agentem wywiadu AK) uzyskał obszerne informacje na temat odbywających się tam niemieckich testów z bronią rakietową pod kierownictwem Wernera von Brauna. Roman sporządził szczegółowy raport z tej sprawy i przekazał go ojcu. W maju 1943 roku Augustyn Träger udał się w potajemną podróż z Pomorza do Warszawy, gdzie spotkał się z przedstawicielami sieci wywiadu ofensywnego Komendy Głównej Armii Krajowej o kryptonimie "Lombard" przekazując im raport swojego syna. Uzyskane w ten sposób informacje trafiły do rządu RP na uchodźstwie, który podzielił się nimi z Brytyjczykami. W następstwie lotnictwo brytyjskie zbombardowało Peenemünde w nocy z 17 na 18 sierpnia 1943.
W początkach wiosny 1943 roku „Miecz i Pług” została głęboko spenetrowana przez Gestapo oraz wywiad sowiecki, co spowodowało obawy i podejrzenia w AK o kolaborację niektórych liderów tej organizacji z Niemcami. W rezultacie we wrześniu 1943 roku dwóch z liderów „Miecza i Pługa” zostało zabitych a cała organizacja rozwiązana. Jednakże, siatka szpiegowska Trägera nie została zlikwidowana – weszła w struktury Armii Krajowej jako siatka o kryptonimie „Bałtyk-303”, stając się częścią szerszej pomorskiej siatki wywiadowczej „Bałtyk”, powiązanej z siatką „Lombard”, odpowiedzialną za śledzenie i rejestrowanie niemieckiej aktywności w okolicach Bydgoszczy, Szczecina i Polic. Pod koniec wojny Träger powrócił do Bydgoszczy, gdzie kontynuował swoją pracę w wywiadzie.

## Po wojnie
W lipcu 1945 roku Träger został aresztowany przez NKWD a następnie więziony przez Urząd Bezpieczeństwa w ramach represji na byłych żołnierzach podziemia niepodległościowego. Został zwolniony w 1946 roku.
Augustyn Träger zmarł w kwietniu 1957 roku w Bydgoszczy. Został pochowany na tamtejszym cmentarzu św. Wincentego à Paulo. 
Wkład Augustyna Trägera i jego syna, Romana Trägera, w dzieło walki z nazistowskimi Niemcami był w powojennej Polsce przez długi czas niedoceniany i szerzej nieznany, wskutek państwowej propagandy, która umniejszała dorobek, osiągnięcia AK i innych organizacji niepodległościowych w walce z Niemcami. Dopiero w latach 70. XX wieku, po dokonaniu się pewnych ograniczonych przemian politycznych i społecznych, możliwe było upamiętnienie tych postaci tablicą pamiątkową umieszczoną na kamienicy, w której Augustyn Träger mieszkał podczas wojny.